# Niko Kupper
Niko Kupper, slovensko-avstrijski pisatelj, * 1966, Celovec.
Obiskoval je Zvezno gimnazijo za Slovence v Celovcu. Študiral je elektrotehniko v Ljubljani. Od leta 1992 je sodelavec slovenskega oddelka pri ORF Koroška. Živi v Kožentavri pri Borovljah.